# GRIN
グリン（GRIN）はスウェーデン・ストックホルムに存在したビデオゲーム開発スタジオである。

## 概要
このスタジオの開発するゲームは映像クオリティが高いことで知られ、特にカーアクションやシューティングゲームを中心に制作していた。当初はパソコン向けのゲームを作っていたが、後々アーケード（ゲームセンター）向けの作品やコンシューマー向けのテレビゲームソフトも手がけていた。
最新作は『ターミネーター4 サルベイジョン』（Terminator: Salvation）で、タイトルどおり映画ターミネーター4のゲーム作品である。これはグリンが前に制作した『ウォンテッド:ウェポンズ･オブ･フェイト』（同名の映画をゲーム化したもの）同様、両者ともサードパーソン・シューティングゲームである。
2009年8月12日、公式サイト上でスタジオの閉鎖を発表した。閉鎖の理由は、あまりにも多くのメーカーが料金の支払いを遅らせていたため、スタジオの資金操りが出来なくなってしまった為だとされている。よって、上記のウォンテッドやターミネーターは、スタッフの半数以上がリストラされる中で開発されたことになる。尚、ファイナルファンタジーを題材とした作品も作っていたらしい。
グリンの代表者だったUlf AnderssonとBo Anderssoは、2009年に新たなゲームスタジオOverkill Software（オーバーキル・ソフトウェア）を設立した。オーバーキルが開発したPAYDAY: The HeistにはUlf自身が演じるWolfというキャラクターが登場するが、Wolfにはグリンの閉鎖を意識した「スウェーデン出身の失業した元ソフトウェア会社経営者」という設定がある。

## ディーゼル・エンジン
グリンが開発したゲームエンジンにDiesel Engine（en:Diesel (game engine)）がある。読んでそのまま『ディーゼルエンジン』で、このゲームエンジンの名称の由来だと考えられる。
このディーゼルエンジンはグリンが最初に手がけた『バリスティック』（en:Ballistics (video game)）から最新作の『ターミネーター サルベーション』（en:Terminator Salvation (video game)）まで使われ続けた歴戦の勇士で、他の会社のゲームソフトにも採用されている模様である。

## 作品リスト

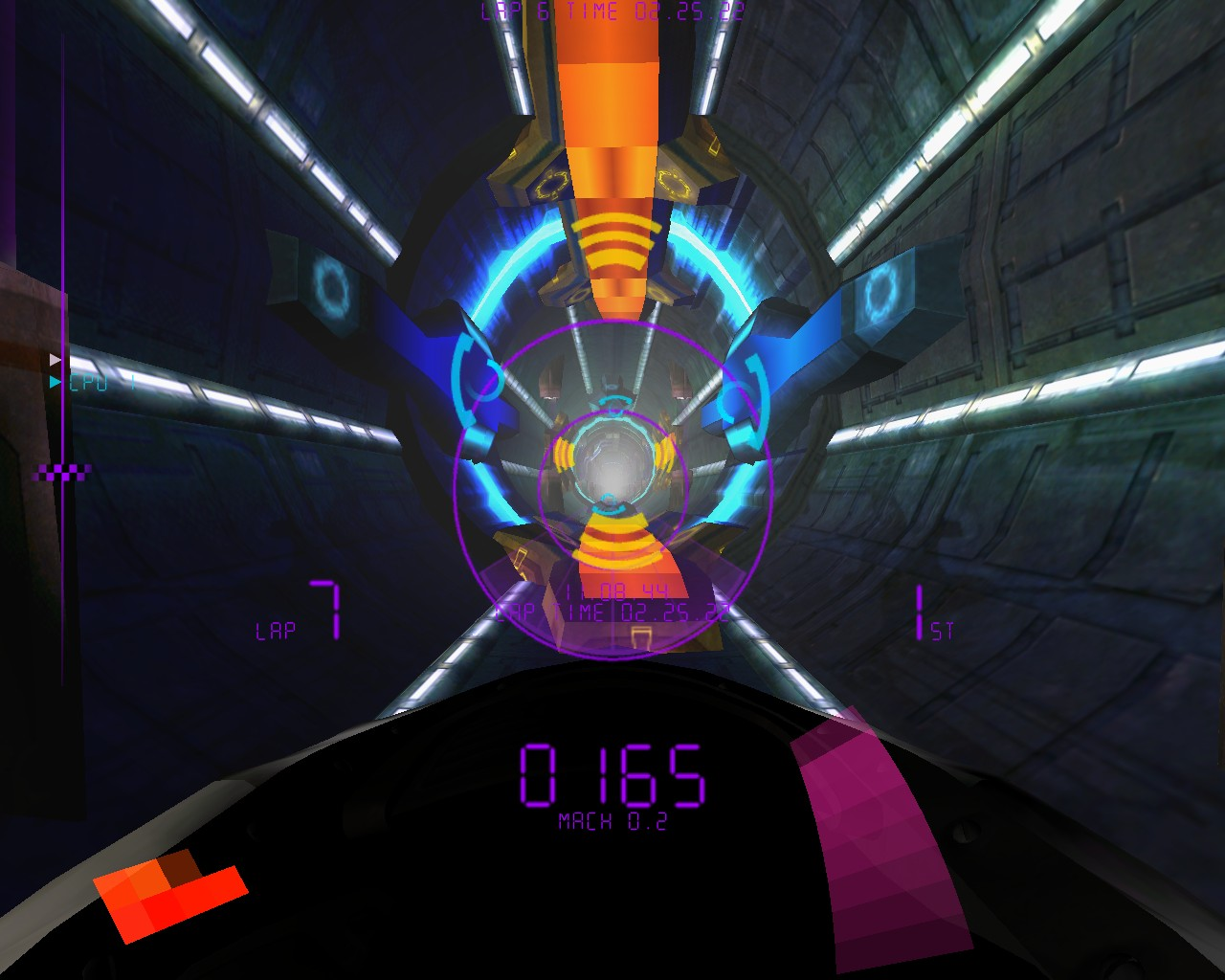
Ballisticsのゲーム画面

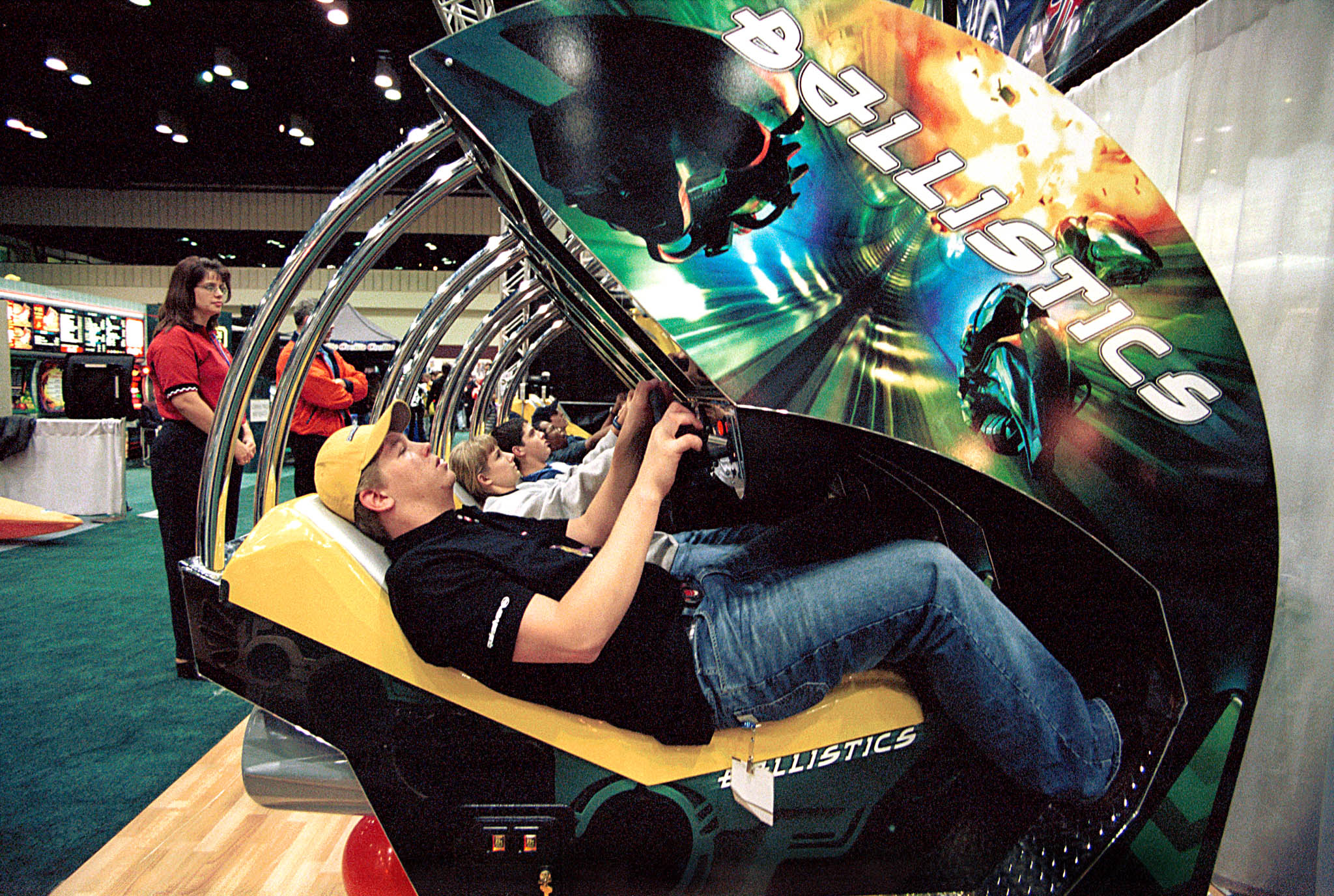
Ballisticsのアーケード版

- Ballistics (2001 - PC)
- Ballistics Arcade (2002 - Arcade)
- Bandits: Phoenix Rising (2003 - PC)
- ゴーストリコン アドバンスウォーファイター Tom Clancy's Ghost Recon Advanced Warfighter (2006 - PC, Xbox 360)　－ Xbox 360版は日本語吹替・日本語字幕付き, PC版は日本語マニュアルつき英語版
- ゴーストリコン アドバンスウォーファイター2 Tom Clancy's Ghost Recon Advanced Warfighter 2 (2007 - PC, Xbox 360) - Xbox 360版は日本語吹替・日本語字幕付き, PC版は日本語マニュアルつき英語版
- バイオニック コマンドー マスターD復活計画 Bionic Commando Rearmed (2008 - PC, Xbox Live Arcade, PlayStation Network)
- ウォンテッドウェポンズ・オブ・フェイト Wanted: Weapons of Fate (2009 - PC, Xbox 360, プレイステーション3)
- バイオニックコマンドー Bionic Commando (2009 - PC, Xbox 360, プレイステーション3)
- ターミネーター サルベーション Terminator Salvation (2009 - Wii, プレイステーション3, Xbox 360, Microsoft Windows - タイトーより日本語版が発売。
- ファイナルファンタジー フォートレス - 未発売。[2][3][4]